# Razzia van Hoogstraten
De razzia van Hoogstraten vond plaats op 1 mei 1944. Er stonden 40 mensen op de lijst en 16 werden er effectief opgepakt.

## Aanloop
In de aanloop naar de razzia was er een schaduwbestuur actief in Hoogstraten onder de naam 'Vierschaar'. Dit bestuur bestond uit vier leden van het VNV (Vlaams Nationaal Verbond) die collaboreerden met de Duitse bezetter. Naarmate de oorlog vorderde, groeide de afstand tussen dit bestuur en de lokale bevolking, wat leidde tot een verslechtering van de sfeer in de gemeenschap.
Op 5 mei 1942 stelde de Vierschaar een uitgebreide lijst op van personen die als 'ongure elementen' werden beschouwd, waaronder mensen die kritiek uitten op het bestuur of als een gevaar werden gezien. Deze lijst bevatte namen van vijf personen die later ook op 1 mei 1944 zouden worden opgepakt en als politieke gevangenen naar concentratiekampen werden afgevoerd. De lijst werd opnieuw aangepast op 3 april 1943 en voor een derde keer in het weekend voorafgaand aan de daadwerkelijke razzia. Op het laatste moment werd ook de naam van deken Leo Senden toegevoegd vanwege zijn kritische preken in de kerk.
Op zondag 30 april, de dag voor de razzia, organiseerde deken Senden een rondgang om de Mariamaand mei te beginnen. Dit volksdevotiegebruik, waarbij gedurende de hele maand mei werd gebeden aan Mariakapelletjes, trok massaal de aandacht van de lokale bevolking. Hoogstraten had vóór de oorlog enthousiast gereageerd op de oproep van de paus om Mariakapelletjes te bouwen als protest tegen de oorlog. De rondgang, waaraan ongeveer een derde van de bevolking deelnam, werd door de Duitse bezetter gezien als een dreigende betoging. Pikant detail, deken Senden deelde zijn huis met de Duitse commandanten, die hij liever kwijt dan rijk was.
In mei 1944, aan de vooravond van de langverwachte landing in Normandië op 6 juni 1944, begonnen mensen hoop te krijgen terwijl de Duitse bezetters juist angstig werden. Als voorbereiding op de geallieerde invasie wilden de Duitsers potentiële verzetslieden uitschakelen om zo alle aandacht op de verdediging te kunnen richten.

## De razzia op 1 mei 1944
De razzia begon 's morgens vroeg om 6 uur. Van de veertig personen op de lijst werden er zestien daadwerkelijk opgepakt. De gearresteerden werden naar de meisjesschool in de Gelmelstraat gebracht, waarna ze naar de gevangenis van de Begijnenstraat in Antwerpen werden overgebracht. Enkelen van hen werden in de loop van de maand vrijgelaten, maar de meesten werden later op transport gezet naar concentratiekampen, waar velen een half jaar later overleden.

## Nasleep
De razzia van 1 mei 1944 werd een traumatische ervaring voor Hoogstraten, een dorp waar iedereen elkaar kende. Deze gebeurtenis markeerde het hoogtepunt van de oorlog in de regio, waar radicalisering en verraad hoogtij vierden. Piet Gommers, de oorlogsburgemeester, zette zelfs zijn beste jeugdvriend op de lijst omdat deze hem had aangespoord om gematigder te zijn. Na de oorlog vond er op 4 juli 1947 een proces plaats voor de krijgsraad te Turnhout, waarbij Gommers zijn deelname aan de razzia betreurde en toegaf dat hij door tunnelvisie blind was geworden voor rede en gematigdheid. Hij werd vastgezet, maar kwam al na enkele jaren vrij. Hij moest Hoogstraten wel verlaten.
De razzia van 1 mei 1944 werd bekend als het ergste verraad tussen Antwerpen en Turnhout. De repressie na de oorlog was dan ook hevig. Er werd wraak genomen op mensen, waarbij hun eigendommen werden vernield en er onderling veel werd gezwegen over de gebeurtenissen. Veel van wat tijdens de oorlogsjaren gebeurde, werd niet opgeschreven of gepubliceerd. Hierdoor bleef de kennis hierover beperkt tot de generatie die de oorlog had meegemaakt, terwijl de volgende generaties weinig of niets te horen kregen over de wantoestanden tijdens de oorlogsjaren.